# Bataille de Tourou
Pour les articles homonymes, voir Tourou.
Insurrection de Boko Haram
La bataille de Tourou a lieu dans l'extrême-nord du Cameroun le 7 juin 2014, pendant l'insurrection de Boko Haram.

## Prélude
À la fin du mois de mai, le Cameroun déploie 3 000 soldats pour protéger l'extrême nord de son territoire des incursions de Boko Haram. Le 28 mai, l'armée camerounaise repousse deux attaques de Boko Haram à Achigachia, dans le Mayo-Tsanaga et Amchidé, dans le Mayo-Sava. Le 30 et le 31, de nouveaux combats éclatent à Limani, au nord de Maroua,. Le 1er juin, les autorités camerounaises annoncent avoir tué une quarantaine d'hommes de Boko Haram lors de combats à l'ouest de la ville de Kousseri.

## Déroulement
Le soir 6 juin 2014, un groupe de 200 combattants islamistes de Boko Haram établit une base sur le mont Gossi, à Tourou, une localité située près de Mokolo, à l'extrême nord du Cameroun.
Le lendemain, l'armée camerounaise attaque les forces de Boko Haram situées au mont Gossi. Elle engage ses forces d'élite du Bataillon d'intervention rapide (BIR) ; 118 rebelles islamistes et deux militaires camerounais ont été tués lors des combats du 7 juin,.